# Băta
Băta (bulgariska: Бъта) är ett distrikt i Bulgarien.   Det ligger i kommunen Obsjtina Panagjurisjte och regionen Pazardzjik, i den centrala delen av landet, 80 km öster om huvudstaden Sofia.